# Universidade Luigi Bocconi
A Universidade Comercial Luigi Bocconi(italiano: Università Commerciale Luigi Bocconi [universiˈta kkommerˈtʃaːle luˈiːdʒi bokˈkoːni]) é uma instituição de ensino superior milanesa. A Bocconi oferece cursos de graduação e pós-graduação nos campos de economia, direito, gestão, política e administração pública. A universidade é considerada a melhor na Itália em todos os ramos de estudo que oferece, sendo conhecida como a "Harvard Italiana" localmente. Em 2020, a QS University Rankings considerou-a a sétima melhor universidade do mundo e a terceira melhor da Europa em estudos econômicos e de administração, além de a melhor no ensino de economia e econometria fora dos Estados Unidos e do Reino Unido.
Coerente com os princípios e os programas dos seus fundadores, a Università Luigi Bocconi propõe-se a responder a demandas de formação e pesquisa científica que provém do sistema socioeconômico italiano, e a agir como parte propositiva em um contínuo processo de avanço e integração cultural em nível internacional.
Deste modo, a Università dedica contínua atenção à vida produtiva e civil, para apoiar com uma consistente formação intelectual e profissional a inovação e o desenvolvimento das empresas e instituições e de todo o País, pondo a cultura e a ciência como base fundamental para a renovação e o crescimento econômico e moral da Itália. A Università Luigi Bocconi, de fato, está empenhada na formação de jovens criativos, flexíveis, capazes de analisar problemas, dotados de uma forma mentis caracterizada por dinamismo e senso ético, para contribuir ao crescimento profissional e civil do País.
A Università Luigi Bocconi concebe a educação como um processo permanente, que não se conclui com a graduação, mas se projeta sobre todo o arco da vida profissional de uma pessoa; um processo capaz de favorecer flexibilidade e capacidade de contínua aquisição de novos conhecimentos, atitudes e noções. Atualmente, na Itália é necessário salientar nos jovens em geral, e em particular nos que poderão fazer parte da classe dirigente, algumas características: o rigor na própria função de estudantes e depois na de trabalhadores, a independência de juízo, a atitude de trabalho em grupo, a cultura da legalidade, os valores éticos também na vida econômica. Formar, deste modo, indivíduos preparados e conscientes: cidadãos do mundo, com sentimento de pertencer ao corpo social, seja esse o pequeno da empresa, seja o grande do Estado. A Bocconi, de fato, tem sempre considerado prioritária na própria missão a constituição de um centro de cultura verdadeiramente internacional, desenvolvendo as relações com os protagonistas da cultura econômica mundial.
A Università Luigi Bocconi leva adiante a sua missão através da pesquisa e da didática. Através da pesquisa, seja de base, seja aplicada, a Bocconi oferece a sua contribuição ao progresso das ciências econômicas e sociais, colocando a disposição do sistema das empresas e das instituições rigorosos instrumentos operativos, graças também à sua intensa atividade de intercâmbio e de colaboração com instituições internacionais. A atividade de pesquisa, ainda, é considerada essencial para alimentar a didática, contribuindo a sua constante renovação.
A didática é voltada a fornecer aos estudantes uma sólida formação cultural de base e os instrumentos adequados para afrontar de modo rigoroso e consciente o futuro profissional. Ainda se propõe a assegurar a atualização e a qualificação dos que já atuam no mercado de trabalho através de numerosas iniciativas de formação avançada.